# Obaidullah Akhund
Obaidullah Akhund (Distretto di Panjwaye, 1968 – Karachi, 5 marzo 2010) è stato un politico e guerrigliero afghano.

## Biografia
Fu ministro della difesa dell'Emirato islamico dell'Afghanistan (il governo instaurato dal movimento dei talebani in Afghanistan) e in seguito divenne comandante ribelle durante l'insurrezione talebana contro il nuovo governo e gli Stati Uniti d'America. Catturato dalle forze di sicurezza pakistane nel 2007, morì in prigione per un attacco cardiaco.